# Obama carbayoi
Obama carbayoi ist eine Art der zu den Landplanarien zählenden Gattung Obama. Sie kommt in Brasilien vor.

## Merkmale
Obama carbayoi ist eine Landplanarie mit einem breiten, flachen und blattförmigen Körper. Sie kann eine Körperlänge von 141 Millimeter erreichen. Die Rückenseite hat eine einfarbig schwarze Färbung, wobei das Vorderende etwas heller gefärbt ist. Unter einem Stereomikroskop zeigt sich, dass die Grundfärbung eigentlich hellbraun ist und sich darauf dichte schwarze Pigmente verteilen. Die Bauchseite ist orange mit dunklen Rändern gefärbt. Viele Augen sind entlang der Vorderspitze in einer Reihe angeordnet, zwei Millimeter dahinter in zwei bis drei Reihen. 1,5 Zentimeter hinter dem Vorderende verteilen sie sich auch zum Rücken hin, werden aber auch spärlicher in ihrer Anzahl.
Zum Kopulationsorgan gehört ein vorstehender Penis, der fast das gesamte männliche Atrium genitale, den Bereich der Geschlechtsöffnung, einnimmt.

## Verbreitung
Die Landplanarie wurde im Parque Estadual do Turvo im Munizip Derrubadas im brasilianischen Bundesstaat Rio Grande do Sul gefunden.

## Etymologie
Das Artepitheton carbayoi ehrt den Zoologen Fernando Carbayo, der Anteil an der Sammlung und Beschreibung verschiedener Landplanarien hatte.